# Svinná
Svinná és un poble i municipi d'Eslovàquia que es troba a la regió de Trenčín.

## Història
La primera menció escrita de la vila es remunta al 1439.

## Demografia
| Godina             | 1994 | 2004   | 2014   | 2024   |
| ------------------ | ---- | ------ | ------ | ------ |
| Nombre de persones | 1501 | 1516   | 1588   | 1594   |
| Diferència         |      | +0,99% | +4,74% | +0,37% |

| Godina             | 2023 | 2024   |
| ------------------ | ---- | ------ |
| Nombre de persones | 1603 | 1594   |
| Diferència         |      | −0,56% |